# Trollkarlens pyramid
Trollkarlens pyramid (spanska: Pirámide del Adivino) är en trappyramid i ruinstaden Uxmal i regionen Yucatán i Mexiko. Den är med sina 27,6 meter Uxmals högsta byggnad.
Pyramidens tre koncentriska nivåer är ovala och dess bas är cirka 70 meter lång och 50 meter bred. På toppen finns ett tempel vars ingång är dekorerad med chacmasker. Pyramiden är byggd ovanpå ett tidigare tempel, men något förskjuten mot öster så att västra delen av det gamla templet har bevarats. Den kallas också dvärgens hus (spanska: Casa del Enano) eftersom den enligt en gammal legend skall ha byggts på ett dygn av en dvärg som senare blev stadens härskare.
Trollkarlens pyramid byggdes under den senare delen av mayakulturen från 560 till 1 000. Den återupptäcktes, liksom resten av Uxmal, i början på 1800-talet och blev allmänt känd när den beskrevs av amerikanen John Lloyd Stephens år 1843.

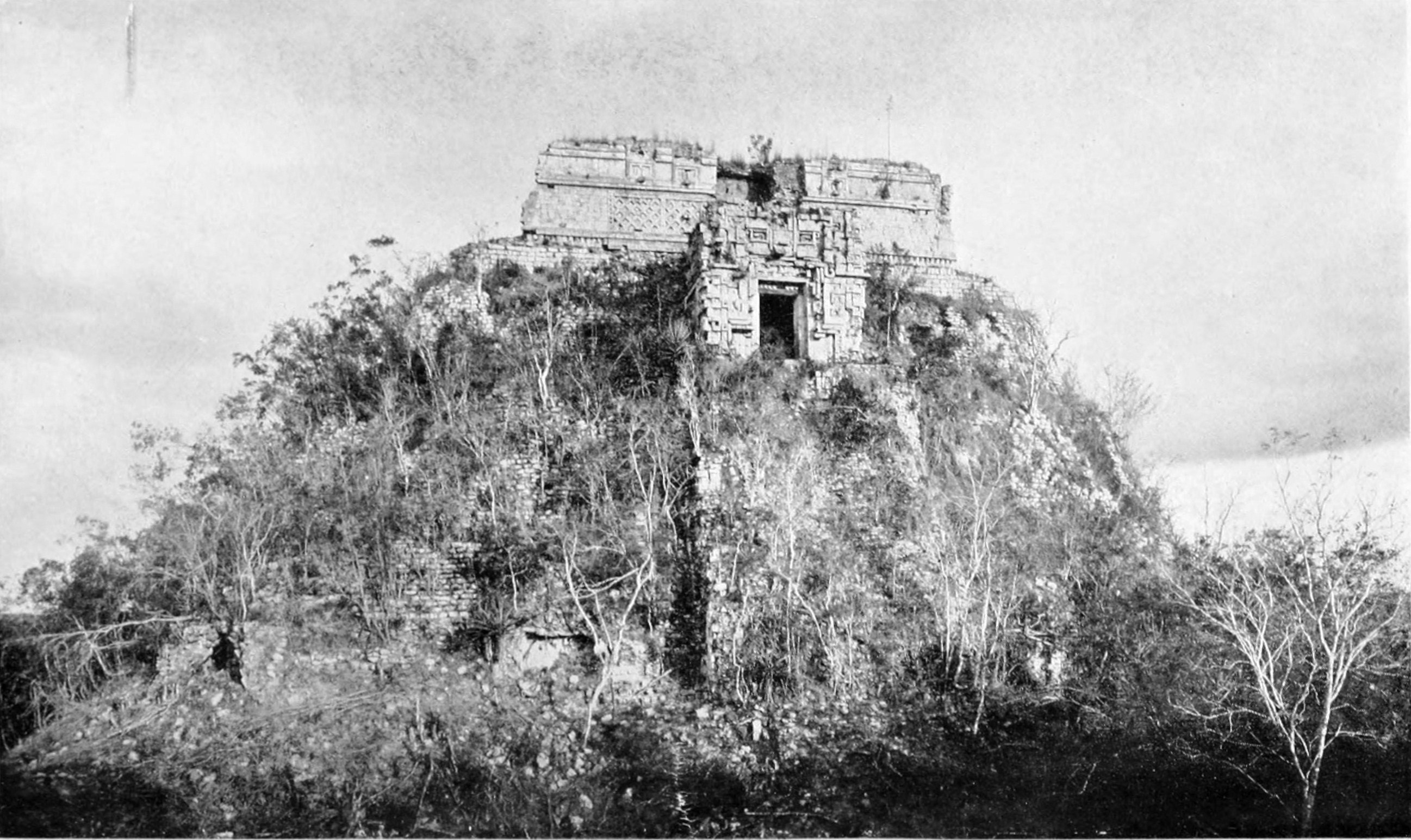
Trollkarlens pyramid, 1913.

Området rensades från vegetation  med början år 1913 och började restaureras år 1940. Trollkarlens pyramid och resten av Uxmal utsågs till världsarv av Unesco 1996. Tidiga skisser och foton från 1830-talet och framåt har bildat underlag för restaureringen.